# بات بالدوين
بات بالدوين (بالإنجليزية: Pat Baldwin)‏ (12 نوفمبر 1982 في المملكة المتحدة - ) هو لاعب كرة قدم بريطاني في مركز الدفاع. لعب مع كولتشستر يونايتد ونادي إكزتر سيتي ونادي بريستول روفيرز ونادي ساوثيند يونايتد وسانت ألبانز سيتي ونادي ويموث.

## وصلات خارجية
- بات بالدوين على موقع قاعدة بيانات كرة القدم.إي يو (الإنجليزية)
- بات بالدوين على موقع Soccerbase.com (لاعب) (الإنجليزية)